# Skällinge
Skällinge är en tätort i Varbergs kommun i Hallands län och kyrkbyn i Skällinge socken. Den är belägen cirka 20 km från centralorten Varberg via Länsväg 153 med avfart vid Rolfstorp. 
Skällinge kyrka ligger i orten. Nedanför kyrkan finns sjön Skällingesjö.

## Befolkningsutveckling
| Befolkningsutvecklingen i Skällinge 1960–2020                     | Befolkningsutvecklingen i Skällinge 1960–2020 | Befolkningsutvecklingen i Skällinge 1960–2020 | Befolkningsutvecklingen i Skällinge 1960–2020 | Befolkningsutvecklingen i Skällinge 1960–2020 |
| ----------------------------------------------------------------- | --------------------------------------------- | --------------------------------------------- | --------------------------------------------- | --------------------------------------------- |
|                                                                   |                                               |                                               |                                               |                                               |
| År                                                                |                                               |                                               | Folkmängd                                     | Areal (ha)                                    |
| 1960                                                              | 1960                                          |                                               | 167                                           | ¤                                             |
| 1965                                                              | 1965                                          |                                               | 203                                           |                                               |
| 1970                                                              | 1970                                          |                                               | 320                                           |                                               |
| 1975                                                              | 1975                                          |                                               | 488                                           |                                               |
| 1980                                                              | 1980                                          |                                               | 574                                           |                                               |
| 1990                                                              | 1990                                          |                                               | 625                                           | 65                                            |
| 1995                                                              | 1995                                          |                                               | 646                                           | 67                                            |
| 2000                                                              | 2000                                          |                                               | 609                                           | 68                                            |
| 2005                                                              | 2005                                          |                                               | 603                                           | 68                                            |
| 2010                                                              | 2010                                          |                                               | 626                                           | 68                                            |
| 2015                                                              | 2015                                          |                                               | 636                                           | 75                                            |
| 2020                                                              | 2020                                          |                                               | 653                                           | 75                                            |
| Anm.: Ny tätort 1965 ¤ Som tätortsbebyggelse med 150-199 invånare |                                               |                                               |                                               |                                               |